# Méretarány
A méretarány (vagy lépték) a térkép hossztartó vonalain mért távolságnak és a valóságban vízszintesre redukált hossznak az aránya.  „A méretarány azt mutatja, hogy a térképen egységnyi hosszúság (rendszerint 1 cm) a valóságban hány centiméternek felel meg. A méretarány a térképeknek a legfontosabb, mindig feltüntetendő adata és jellemzője.”

## Felhasználása
A méretarányt használják az építészetben és a mérnöki rajzokon is. Helyszínrajzoknál járatos méretarányok az M=1:1000 és M=1:500, épületek tervrajzainál az M=1:200, M=1:100 és M=1:50, részletrajzoknál az M=1:25, M=1:20, M=1:10 és M=1:5.
A gépészetben a méretarányt a műszaki rajzok mérethálózatának léptékeként használják. A pontos adatokkal megadott rajz elengedhetetlen részét képezi, feltüntetése a feliratmezőben kötelező. A feliratmezőn kívül kötelező még minden olyan kiemelt rajzi részletnél feltüntetni, amely a feliratmezőtől eltérő léptéket használ. A használható méretarányokat szabvány rögzíti. A léptékek három csoportba sorolhatóak, szabványos léptékek:
- valóságos: M 1:1
- nagyított: M 50:1, M 20:1, M 10:1, M 5:1, M 2:1
- kicsinyített: M 1:2, M 1:5, M 1:10, M 1:20, M 1:50, M 1:100, M 1:200, M 1:500, M 1:1000, M 1:2000, M 1:5000, M 1:10 000

A léptékek megválasztását a rajzlapméret befolyásolja, így a szabványban rögzített léptékek szinte minden igényt kielégítenek.